# ドラえもん3 のび太と時の宝玉
『ドラえもん3 のび太と時の宝玉』（ドラえもん3 のびたとときのほうぎょく）は、1994年12月16日に日本のエポック社から発売されたスーパーファミコン用横スクロールアクションゲーム。
同社による漫画『ドラえもん』（1969年 - 1996年）を題材としたシリーズの第3作目。主人公のドラえもん達を操作し、未来人ジェロと共にジョーカー団を倒して「時の宝玉」の使用を阻止する事を目的としている。前2作とはゲームシステムやグラフィックが大幅に変更され、勧善懲悪なストーリー展開とSFのような世界観が特徴。
開発はエイム（フォーティーファイブ ）が行い、プロデューサーは前2作に続き沓掛隆志、ディレクターは第1作を手掛けた葭原智および次作『ドラえもん4 のび太と月の王国』（1995年）を手掛けた桑原悟、企画はナグザットのPCエンジンSUPER CD-ROM²用ソフト『フォーセットアムール』（1993年）を手掛けた安部淳也および宍倉典幸、音楽はハドソンのスーパーファミコン用ソフト『スーパーボンバーマン』（1993年）を手掛けた濱田智之が担当している。

## 概要
ドラえもんを題材としたスーパーファミコン用ゲームソフトの第3作。「時の宝玉」を巡り未来の組織との対立を描いた作品。発売元はエポック社だが、製作会社が第1作『ドラえもん のび太と妖精の国』（1993年）および第2作『ドラえもん2 のび太のトイズランド大冒険』（1993年）とは異なるため、グラフィックやシステムが異なる。作品のテーマにしても、メッセージ性の強かった前2作とは異なり、SF的な観点で描かれる勧善懲悪ストーリーとなっている。
原作での脇役が多く登場するのも特徴の1つ。先生、出木杉、ジャイ子、神成さん、伊藤翼といったのおなじみの人物に加え、小池さんやフニャコ・フニャ夫、果ては1回しか登場しないムス子さんやあばらや君まで登場するなど、マニアックな設定や仕掛けが施されている。
また使用キャラクターには声が入っており、ダメージを受けたときや、会話での一部の台詞に声をあてている。なおパスワードは31文字と前作よりも長く、5・7・5・7・7になっている。
前作・前々作と同様、バーコードバトラーII対応（なお、SFC版ドラえもんでのバーコードバトラーII対応ソフトは本作で最後となる）。
攻略本として『エポック社公式ガイドブック ドラえもん3 のび太と時の宝玉』が発売されている。同誌に掲載された「攻略マンガ」は『ドラえもん まんが版ギガゾンビの逆襲 ファミコン攻略ブック』で漫画を担当した田中道明が執筆した。

## ストーリー
現代、いつものようにドラえもんへ泣きつくのび太。スネ夫が自慢していた恐竜の化石が車に轢かれ壊れてしまい、その原因になったのび太が責任を取らされることになったのだという。ドラえもんの力を借りないよう四次元ポケットをスネ夫に預けるという条件の元、新しい恐竜の化石を取りに行くため、ドラえもんとのび太はタイムマシンで過去の世界へと向かった。
原始時代に到着した二人はジェロと名乗る未来人と出会い、未来の犯罪組織ジョーカー団が歴史を支配しようとしていることを聞く。ジョーカー団を倒すために協力した二人はジェロから恐竜の化石をもらい、現代へ戻ってスネ夫から四次元ポケットを取り戻す。しかしひみつ道具は使わないという約束を破っていたスネ夫は町中に道具を配ってしまっていた。ドラえもんたちは無くなったひみつ道具を取り戻しながら原始時代でジョーカー団に立ち向かう。捕まえたジョーカー団のメンバーよると組織は歴史を支配する力を持つ時の宝玉を狙っており、ジェロはジョーカー団の一員であるという。驚く一行はジェロを追いかけ西部開拓時代へと向かう。
西部開拓時代で再会したジェロはジョーカー団に操られており、ドラえもんたちを襲ってくる。戦いの末なんとか正気を取り戻したジェロだがそこへ彼の兄ニーモが現れ、この時代に眠っていた時の宝玉はジョーカー団が手に入れたことを告げる。ジョーカー団の罠でタイムパトロールに追われる身となるドラえもんたち。逃亡の最中、ジェロは自分がジョーカー団のボス・ダウトの息子で組織の幹部だったこと、ダウトの目的に疑問を持ち計画を阻止しようとしていたことを打ち明ける。四つある時の宝玉はすでに三つがダウトの手にあり、このままでは今ある歴史が消えて永遠の暗黒時代が続くという。表の顔は未来世界の大臣であるダウトの圧力によりタイムパトロールも動けない今、計画を止められるのは自分たちしかいない。ドラえもんたちは改めてジェロと協力しジョーカー団を倒すことを決める。
未来の国に到着した一行はダウトがいる大臣ビルへと侵入するが、ニーモと戦うことになる。敗北したニーモは罰としてダウトによって深い穴へ落とされ、ドラえもんたちもアトランティスへ飛ばされてしまう。アトランティスでポセイドンを倒し、最後の時の宝玉を手に入れた一行はタイムベルトで未来へ戻るが、そこは荒廃した世界だった。様々な時代にジョーカー団が干渉した結果、歴史が狂ってしまったのだ。ダウトを止めるため最終決戦を経て勝利する一行。しかしダウトはビルから転落し、狂った歴史もドラえもんの道具ではどうすることもできなかった。
ジェロは四つ全て揃った時の宝玉を使い、時を司る精霊を呼び出す。ダウトの存在しない歴史を願うことで世界は元の姿を取り戻した。しかしそれはダウトの息子であるジェロも消え、ドラえもんたちからも一連の記憶が消えてしまうことを意味した。別れを告げて姿を消すジェロに、のび太は思わずその名前を叫ぶ。
そして現代。ダウトの存在しない歴史になり、物語の最初へと戻ってきたドラえもんたち。再び恐竜の化石が車に轢かれそうになるが、既の所で車は止まり青年が降りてきた。ジェロによく似たその青年は化石をスネ夫に返し、のび太に声をかけると車で走り去っていく。仲間たちから知り合いなのか尋ねられたのび太は、青年が誰なのか思い出せなかったが「どこかであったような」と呟くのだった。

## 登場人物

### 使用キャラクター
ドラえもん、のび太、しずかは専用のお助けアイテムが使え、ジャイアン、スネ夫は特殊能力が使える。
ドラえもん
使用武器は前作では全キャラ共通だった空気砲。身長は低い。ジャンプ力はやや高い。スピードは速い。防御力は8。総じて癖がなく、扱いやすいキャラ。特殊アクションはもぐらてぶくろで専用の土を掘ることができる。
のび太
使用武器はブーメラン。身長は高い。ジャンプ力は普通。スピードは遅い。防御力は4。特殊アクションはらくらくシャベルで、空中にいる時に下キーを押すことでシャベルに乗り、下方向にのみシャベルブロックを破壊できる。もぐらてぶくろの様に横には掘れないので掘り方を考える必要がある。
スネ夫
使用武器はコエカタマリン。身長は低い。ジャンプ力はやや高い。スピードは速い。防御力は4。特殊アクションは蔓や梯子に登れたり、匍匐移動によって、他の者では通れない狭い通路も通行可能。
ジャイアン
使用武器はマイク。身長は高い。ジャンプ力は普通。スピードは遅い。防御力は12。特殊アクションはマイクによって音符ブロックを破壊できる。西部開拓時代やアトランティスで二度離脱する。
しずか
使用武器は前作では全キャラ共通だったスモールライト。身長は高い。ジャンプ力はとても高い。スピードは遅い。防御力は0。特殊アクションはジャンプボタンを連打するとタケコプターで空が飛べるため、コースによっては途中の障害物を一気に回避できる。
ジャイアンとスネ夫はゲーム序盤、しずかはゲーム中盤から仲間に加わるが3人はアトランティスで一時的に離脱する。ドラミは宿屋で登場するが使用できない。

### 他の人物
ジェロ
謎の未来人。ジョーカー団の悪事を阻止するべく、恐竜の化石と引き換えにドラえもんたちに協力を依頼する。
その正体はジョーカー団のボス・ダウトの実の息子。父の野望を止める為に行動していたが、やがてジョーカー団に捕らえられ、洗脳されてドラえもんたちと戦う事になる。洗脳が解けた後は全てを打ち明け、ドラえもんたちと行動を共にする。
のび太のママ
今回はあまり説教せず自宅の居間でパスワードを教えたり、ドラ焼きで減ったライフを回復したりと手助けをする。
ドラミ
ドラえもんの妹。石器時代の宿屋にいてキャラクターの入れ替えをしてくれる。また、攻略のためのアドバイスもしてくれる。
セワシ
のび太の孫の孫（玄孫）。西部開拓時代の宿屋にいる。ドラミと役割は同じ。
「ホテルつづれ屋」のオーナー
22世紀に存在するホテル（宿屋）のオーナー。ドラミと役割は同じ。つづれ屋については21エモンを参照。
アトランティスのロボット
アトランティスの店を管理している。武器・防具・アイテム屋、宿屋全て同じ外見で購入は「ここで～が手に入る最後の場所だ。」と必ず警告する。
荒廃した未来の男性
荒廃した未来の宿屋にいる。22世紀の一般人にも同じ顔が登場。

### ジョーカー団
未来のマフィア。時の宝玉を使って歴史を歪曲し自分たちの物にしようと企み、ドラえもんたちと対立する。
ニーモ
ジョーカー団の大幹部でジェロの実兄。覆面で素顔が見えない。ジョーカー団の活動に疑問を持ったジェロを裏切り者と扱うなど、快く思っていない。
未来の世界でドラえもん達と交戦して敗れ、父ダウトに助けを乞うが見捨てられて処刑される。
ダウト
表向きは未来の大臣だが、実はジョーカー団のボスでジェロの父。タイムパトロールに圧力をかけられるほどの権力がある。悪魔のような覆面で素顔を隠している。本作のラストボス。
ジョーカー団の活動を疑問視したジェロを洗脳したり、ドラえもん達に敗れて助けを求めたニーモを「汚らわしい」の一言で切り捨て処刑するなど、冷酷な人物。ニーモの処刑に関しても自分は人ではなく「神」であると自称し、時の宝玉を使用して全ての時間を支配する事を企む。

### その他
タイムパトロール
時間犯罪者を取り締まる未来の警察。本作ではダウトによって圧力をかけられており、ジョーカー団の犯罪を阻止できずにいる。さらには罠として利用され、ドラえもんたちを歴史破壊の容疑で逮捕しようとした。
ポセイドン
アトランティスのロボットの支配者。訪れたドラえもんたちを国を荒らす者と見なし襲いかかってくる。時の宝玉の最後の一つを持つ。
時の精霊
4つの時の宝玉によって呼び出される謎に包まれた存在。願いをかなえる力を持つ。

### ボス
ダムダム1・2・3号
石器時代の中ボス。原始人型でガムで攻撃したり電撃の拳を投げたり、体当たりしてくる。ストーリー状況やステージ構造上、1号はドラえもんかのび太が対決。2号はスネ夫が対決。3号はジャイアンが対決。
キカイクーモ
石器時代のボス。ジョーカー団が操るクモ型の戦闘マシン。子グモを大量に放ってくる。
ブル・バッファロー1・2・3号
西部開拓時代の中ボス。バッファローに乗ったカウボーイ型。2・3号は一度倒してもバッファローから降りたカウボーイが攻撃してくる（主に斧投げ攻撃）。やはり状況やステージ構造上、1号はジャイアン以外のメンバー、2号はドラえもんで対決。3号はジャイアンが戦うことになり、ドアのカギを持っている。
ジェロ・スカイパー
西部開拓時代のボスで、ジョーカー団に拉致されて洗脳されたジェロ。空中飛行マシンに乗り込み、ミサイルと足場の雲の下からの体当たりで攻撃する。ジェロ・スカイパーとはしずかが対決する。
フューチャー1・2・3号
22世紀の未来の中ボスで、ガードロボット。1号はビーム攻撃、2号はパーツを飛ばす、3号は二つに加え突進攻撃が得意。2号はドラえもんが対決。3号はスネ夫が対決。パスカード、とおりぬけフープ、とうめいマントを持っている。
BB100
22世紀の未来のボスで、ニーモの戦闘形態。野球選手のような格好をしており、ボールをバットで打って攻撃する。他に地面を左右に走るレーザーで攻撃してくる。
アトラミューダ1・2・3
アトランティスのボス。鉄騎隊のボス格で口からの炎や分身、急降下攻撃が得意、2は一度、3は二度復活するまた、3はのび太が対決。倒すとスネ夫、しずか、ジャイアンの順に仲間になる。
ポセイドン
アトランティスのボス。デザインは映画「のび太と海底鬼岩城」と同じだが関係は不明。足場を崩すビームを使用。体力が減ると周囲を3体の分身が囲む。
コピーロボット
荒廃した未来のボスで、ダウトが開発したドラえもんたちのコピーロボット。特定の場所で待ち受けており、たどり着くと誰を操作していても強制的にキャラ変更され、自分自身のコピーロボットと対決する。
- スネ夫ロボ：スネ夫をコピーしたロボ。かがんだ状態から地上を高速で往復する体当たりと頭部からビームを繰り出してくる。
- ジャイアンロボ：ジャイアンをコピーしたロボ。上部に撃ちだしてから落下してくるミサイルと、ジャイアンと同じく歌で攻撃する。
- しずかロボ：しずかをコピーしたロボ。素早く空中移動をしながら、様々なミサイルを大量発射して攻撃を仕掛ける。
- のび太ロボ：のび太をコピーしたロボ。電気弾をばら撒く他、下半身をドリルに変えて空中から攻めてくる。その際破壊されたブロックは破片にもダメージがあるので注意。
- ドラえもんロボ：ドラえもんをコピーしたロボ。地面に潜り攻撃してくる。ドラえもんのひみつ道具を使う（空気砲、カチンカチンライト、どんぶらガス、ペンシルミサイル）。攻撃のチャンスが少なく、長期戦は避けられない強敵

ダウト（ジョーカータンク）
ラストボスで、戦車形態ジョーカータンク2種類と空中形態1種類の3形態がある。戦車形態ジョーカータンクは飛び道具を使い、空中形態は複数のビームやバリヤの体当たりを使って攻撃してくる。戦車形態ジョーカータンクはのび太としずか対戦時のみ攻撃補助用のビットを放つ。やはり前作まで同様、こちらのメンバー全員が戦う事となる。4人目が終わった後に戦車が壊れ、空中形態とドラえもんが決着を付けることとなる。

## ゲーム内容

### ひみつ道具
武器と防御とお助けアイテムの3種類がある。武器は基本的に専用のキャラが使ったときのみ最大の威力になる。また攻撃と防御のアイテムでレベルの高いものは、ストーリー中盤で武器屋から購入することができる。購入するには敵を倒した際に入手できるジュエル（青色のものの大小と金色）を払う。お医者さんカバン以外は複数購入不可能。

#### 武器
レベルの高いもの（最大はレベル3）を購入する事で威力、性能が上昇する。他のキャラクターの武器も使用できるが、専用キャラより攻撃力は大幅に下がる。（マイクは効果無し。）
空気砲
ドラえもん用の攻撃アイテム。空気のかたまりが前方に飛んでいき敵を攻撃する。高レベルの空気砲を使うと、連射ができるようになる。癖がなく扱いやすい性能。攻略本のヒントコミックではしずかやジェロが使用する描写がある。
ブーメラン
のび太用の攻撃アイテム。一定距離飛んだあと、手元に戻ってくる。最初は飛距離が短いが、レベルに応じて発射数が増え、飛距離も伸びる。戻ってくるブーメランにも攻撃判定があり、当たり方によっては大ダメージを与えられる。
コエカタマリン
スネ夫用の攻撃アイテム。「ワァ」という文字が前方に飛んでいき敵を攻撃する。高レベルのコエカタマリンを使うとダメージ自体が上がる他、「ワァ」が壁にぶつかる際に反射するようになる（Lv.2で1回反射、Lv.3で2回反射）。反射してもダメージが変わらない。
スモールライト
しずか用の攻撃アイテム。前方にいる相手を小さくするライトを出して攻撃する。この武器で敵を倒すと、「敵が小さくなって慌てて逃げる」という演出がなされる（例外あり）。攻撃範囲が広く、高レベルのスモールライトを使うとダメージが高くなる。
マイク
ジャイアン用の攻撃アイテム。使用キャラの周りで音符が回転し、相手を攻撃する。高レベルのマイクを使うと攻撃範囲が広くなる。ジャイアンが使うと足元以外の音符マークのブロックを破壊できる。なお、ジャイアン以外が使用した場合はただ音符が出るだけであり、全く効果がない。

#### 防具
スチロールふりかけ
安く購入できる防御アイテム。
ガンジョウ
スチロールふりかけより強力な防御アイテム。レベル2まで存在。
台風のよろい
装備すると歩行速度があがる。レベル2まで存在。
てつふりかけ
スチロールふりかけより強く、装備するとトゲに当たってもダメージを受けなくなる。
バリヤーポイント
最強の防御アイテム。スピードが上がりトゲに当たってもダメージを受けなくなる。30000ジュエルと最も値段が高い。

#### 道具
いなずまソックス
歩くスピードが上がる。
鋼の靴
トゲの上を歩けるようになる。てつふりかけと異なり、横から触れるとダメージを受けてしまう
幸運の手袋
倒した敵がお助けアイテムを落としやすくなる。
ハートの壺
倒した敵がハートを落としやすくなる。
宝石の壺
倒した敵がジュエルを落としやすくなる。

#### お助けアイテム
攻撃補助やキャラクター専用のアイテムがある。専用アイテム以外はショップで購入でき、弾数消費性となっている。
もぐらてぶくろ
ドラえもん専用アイテム。専用の柔らかい土を掘ってすすめる。
タケコプター
しずか専用アイテム。アクション画面にてジャンプボタンを連打すると飛行状態になり空が飛べる。現代のマップでは、キャラクターにかかわらず空を飛べる。
らくらくシャベル
のび太専用アイテム。シャベルマークのキャラクター下方にある土を掘れる。もぐら手袋と異なり下方向にしか掘れない。
流れ星トンカチ
攻撃補助アイテム。頭を叩き四方八方に星型の飛び道具を発射する。弾数が0の時でも頭を叩く事は出来るが、星型弾は出ない。
ころばし屋
前作では通常武器として登場した攻撃補助アイテム。前方にころばし屋が単体で地面に沿って走っていき、当たった相手を攻撃する。前作では足元から発射していたが、本作では前方に放り投げる。
ひらりマント
防御アイテム。敵からの飛び道具を受けるときに使用することで、その攻撃を防ぐことができる。
空気ブロック製造機
お助けアイテム。キャラクターの上前方に一定時間空気で出来た足場を作る。攻略に絶対必要ではないが、これを使わないと行けない隠しボーナスステージが複数存在し、ハートを全部揃えるには必須のアイテム。原作では空気のブロックは目に見えないが、このゲームでは半透明で目視確認できるブロックが出てくる。

#### その他
お医者さんカバン
体力が0になった時に、その場で自動的に全回復する。これがないときにライフが0になるとゲームオーバーとなる。前作までの残機にあたり、店やステージ内にある。
ハート
取るとライフが回復する。大きいものを取るとライフが全快する。
ハートの器
ハートの形をした、青い器。取るとライフが全快しライフの最大値がハート1つ分増える。のび太の町の町内やステージ中のあちこち（各キャラクター専用の隠しステージ）にある。
ジュエル
前作までは一定数取るとハートが増えるアイテムだったが、今作では町の店で買い物をする為の通貨。青の小は10、大は50。金色は500と最も高い。金色は各キャラクター専用の隠しステージに多い。
ミニドラ
取ると一定時間無敵状態になる。

#### シナリオアイテム
シナリオを進めるのに必要なアイテム。
恐竜の化石
恐竜の化石、ティラノサウルスの頭骨のような形をしている。イベントシーンでは身体の骨型。スネ夫を仲間にする際に必要。
変身ロボット
命じた人間の姿になり、身代わりになってくれるロボット。ジャイアンを仲間にする際に必要。ジャイアンが店番から逃れるために使用される。
ワスレンボー
相手の記憶を消す道具。しずかを仲間にする際に必要（お風呂の最中を覗いた記憶を消すためだが、一度も訪れていない状態でも同様のイベントが発生する）。
ドアのカギ
西部開拓時代の空中のドアを開けるのに必要な鍵。
ほんやくコンニャク
知らない言葉を理解できるようになる道具。原始時代で原始人と話をするために必要。
みちびきエンゼル
アイテムではなく、ステージのオブジェクトとして登場。所有できない。タイムマシンの入り口付近などにおり、話しかけると次に行くべき場所やヒントを教えてくれる。
表情コントローラー
他人の表情を操ることができる道具。ムス子を笑わせるために使う。
パスカード
未来世界のごみ収集場に入るための許可証。
スパイセット
離れた場所の様子を探るための道具。入手してからXボタン(ニュートラル)で画面だけを動かしてステージの全体像を探れる。
とおりぬけフープ及びとうめいマント
壁を通り抜けることができる輪と姿を消すマント。これをつかってダウトの本拠地の大臣官邸に乗り込む。
ミニ探検隊
アトランティスで使用、離れ離れになった仲間の居所を教えてくれる。
タイムベルト
ポセイドンを倒して崩壊するアトランティスから脱出し、未来世界に帰還する際に使用する。

### 舞台

#### 地上
のび太の町
いわゆる現代。ほかの時代と違って、のび太の町ではRPG風のマップ上を移動することになる。ドラえもんが骨の代わりに貸した道具をスネ夫があちこちにやってしまったため、町中で道具を探すことになる。タイムマシンの入り口はのび太の自宅。なおパスワードは自宅の1階にいるのび太のママが教え、ドラ焼きをもらうセリフで減ったライフも回復する。

#### ステージ構成
全5ステージの構成。未来まではタイムマシンで行く。タイムマシンの入り口がある地点は宿屋や武器屋がある。回復とキャラクターの入れ替えは宿屋で行い、武器、防具、お助けアイテムなどは武器屋で購入する（購入方法は後述参照）。最終ステージ以外は各4エリアで構成され、それぞれのエリアの奥にボスがいる。3つのエリアを攻略すると大ボスの待ち受ける4つ目のエリアに行けるようになる。
原始時代
のび太たちが最初に訪れる時代。ロボットの恐竜や原始人が襲ってくる。中ボスは原始人型のメカ・ダムダム1・2・3号。このボスのいるラストステージはUFO型のタイムマシン内部となる。ボスはジョーカー団の蜘蛛型メカ・キカイクーモ。
西部開拓時代
ジョーカー団の手下やカウボーイロボットたちが襲ってくる。レフトタウンとライトタウンがあり後者は店は宿屋のみ。中ボスはカウボーイ型のメカ・ブル・バッファロー1・2・3号。このボスのいるラストステージへはしずかのみが進入できる（空気ブロック製造機を入手すれば他の者でも途中までは行ける）。ボスは洗脳されたジェロ（ジェロ・スカイパー）。
未来の国
ジョーカー団の本拠地がある時代。明確にいつの時代か明らかにされてはいない。住宅街やゴミ処理施設、大臣官邸などを捜索する。中ボスは監視メカ・フューチャー1・2・3号。ボスはニーモの戦闘形態BB100。『ドラえもん のび太と鉄人兵団』に登場するものとデザインの同じロボットたち（ガードロボット1・2号）も襲ってくる。
アトランティス
ジョーカー団のボス、ダウトによってのび太たちが飛ばされた時代。タイムマシンがないため、他の時代には戻れない。逸れた仲間を捜索することとなり、エリアをクリアする毎に合流して行く。店は全て墓石型の機械（ロボット）が管理している。中ボスは鉄騎隊アトラミューダ3体。ボスは『ドラえもん のび太の海底鬼岩城』の敵役ポセイドン。
荒廃した未来
様々な時代に干渉した結果、荒んでしまった未来の町。タイムマシンも店もなく、宿屋があるのみ。道中、ダウトが製作した5体のコピーロボットらと戦うことになり、最後にダウトに戦いを挑む。

## スタッフ
- プログラム - 中川徹、しらいはじめ、うらぐちひろき
- 企画 - 安部淳也、宍倉典幸
- シナリオ - 田島大輔
- マップ・デザイン - 小宮直輝、藤沢知恵、森由紀子
- キャラクター・デザイン - 今入昭治、ちわたみちよ、ほんだみちひろ
- デザイン協力 - 那須秀幸、長谷川剛
- 音楽 - 濱田智之
- ディレクター - 葭原智、桑原悟
- アドバイザー - 島村誠司、堀越丈広
- スペシャル・サンクス - 沢田幸一、小田真治、星野重和、太田宏、たかはしなおき、菅原和昭、岡部敏也、加藤和男、野田洋司、尾島行紀、風間世史雄、嶋田由美子、井上崇、荻原治
- プロデューサー - 沓掛隆志
- スーパーバイザー - 堀江正幸
- エグゼクティブ・プロデューサー - 前田道裕

## 評価
ゲーム誌『ファミコン通信』の「クロスレビュー」では、6・6・7・4の合計23点（満40点）、『ファミリーコンピュータMagazine』の読者投票による「ゲーム通信簿」での評価は以下の通り、18.8点（満30点）となっている。
| 項目 | キャラクタ | 音楽 | お買得度 | 操作性 | 熱中度 | オリジナリティ | 総合 |
| 得点 | 3.3        | 3.2  | 3.0      | 3.1    | 3.1    | 3.1            | 18.8 |